# Theodor Hermann Pantenius
Theodor Hermann Pantenius, född den 22 oktober 1843 i Mitau, död den 16 november 1915 i Leipzig, var en balttysk författare.
Pantenius redigerade 1870-76 i Riga "Baltische monatsschrift", hade 1889-1906 ledningen av "Daheim", vars medarbetare han förut varit, och skötte 1886-1906 redaktionen av Velhagen och Klasings "Monatshefte".
Pantenius författade romaner (Wilhelm Wolfschild 1873, Allein und frei 1875, Die von Kelles 1885; svensk översättning "Herrarne Kruse", 1891, med flera), som särskilt sysslar med baltiska förhållanden.
Han skrev vidare Der falsche Demetrius (1904), Aus meinen jugendjahren (1907) och Geschichte Russlands (1908). Hans Gesammelte romane utgavs i 9 band 1898-99.